# Ук'ай-Кан
Ук'ай-Кан (Уне-Кан) (д/н —бл. 611) — ахав і калоомте Канульського царства з 579 до 611 року. Ім'я перекладається як «Пісня-Змія» (Ук'ай-Кан) або «Прокрутка-Змія» (Уне-Кан).

## Життєпис
Походив зі Зміїної династії. Його батьком ймовірно був ахав Ут-Чаналь, а братом Яш-Йо'паат (втім це достеменно ще не підтверджено). Після смерті останнього у 579 році стає царем. 9.7.5.14.17, 11 Кабан 10 Ч'єн (4 вересня 579 року) відбулася його церемонія сходження на трон.
Він збереіг союзницькі зв'язки з царством К'анту. На збереженій лише у фрагментах стелі 4 з Каракола, встановленої в 583 році, говориться, що Ук'ай-Кан брав участь в якійсь події, але дієслово події до теперішнього часу не збереглося.
Ук'ай-Кан першим з канульських володарів згадується в написах з Калакмуля — стелах 8 і 33, також збереглися повідомлення про проведення цим царем церемонії закінчення к'атуна 9.8.0.0.0, 5 Ахав 3 Ч'ен (24 серпня 593 року). Але ці написи носять ретроспективний характер, невідомо жодного монумента, встановленого самим Ук'ай-Каном. Питання про те, переніс чи Ук'ай-Кан свою столицю в Чіікнааб (сучасний Калакмул) або правил в Ц'ібанче, залишається відкритим.
У 590-х роках пріоритетним в політиці Ук'ай-Кана став західний напрямок, насамперед Баакульське царство. У написі на ієрогліфічні сходах «Корпусу С» Палацу Паленке повідомляється про руйнування Лакамхі (давня назва області в центрі Паленке) канульськими військами в день 9.8.5.13.8, 6 ламати 1 Сіп (23 квітня 599 року). Крім військ власне канульського війська в руйнуванні Лакамхі взяли участь цар Па'чану Іцамнаах-Б'алам II і ахав Вабе' Нуун-Хіш-Лакам-Чаак. Тому на думау дослідників вони були або васалами або союзниками Ук'ай-Кана.
У 603 році проти Баакуля виступили союзники Кануля — царство Шукальнаах та Йокіб-К'ін. У 605—606 роках відбувся відкритий конфлікт між Ахен-Йо'ль-Матом, царем Баакуля, і Ук'ай-Каном, але без суттєвого результату. Останній протягом 609—610 років втратив вплив на шукальнаах і Вабе', яких підкорено Ахен-Йо'ль-Матом.
У 611 році Ук'ай-Кан перейшов у наступ проти Баакульського царства. 9.8.17.15.0, 3 Ахав 13 Поп (24 березня 611 року) відновлюється на троні Шукальнаах ставленик Кануля — Ах-Наль. В день 9.8.17.15.14, 4 Іш 7 Во'(7 квітня 611 року) канульская армія на чолі із Ук'ай-Каном завдала рішучої поразки баакульському війську і сплюндрувала Лакамху. Після цього Ук'ай-Кан не згадується.